# Erinnerungen an Marnie
Erinnerungen an Marnie (jap. 思い出のマーニー, Omoide no Mānī) ist ein Anime-Film des Studio Ghibli aus dem Jahr 2014. Er entstand unter der Regie von Hiromasa Yonebayashi und basiert auf dem Roman When Marnie Was There von Joan G. Robinson. Es ist der letzte Film des Studios, das sich danach für eine Umstrukturierung zunächst aus der Produktion von Kinofilmen zurückgezogen hat. Der Film wurde für den Oscar 2016 in der Kategorie „Bester animierter Spielfilm“ nominiert.

## Handlung
Die 12-jährige Anna ist asthmakrank und einsam. Früher war sie ein lebhaftes Kind, doch dann wurde sie ruhig und zog sich zurück. Um sich zu erholen, wird sie von ihrer Pflegemutter Yoriko über den Sommer aus Sapporo in den Norden Hokkaidōs geschickt, zu ihren Verwandten Kiyomasa und Setsu. Als sie durch die ihr unbekannte Umgebung läuft, findet sie an der Küste eine alte Villa, die unbewohnt ist. Das Gebäude zieht sie magisch an und daher watet sie durch das niedrige Wasser und besieht sich das verfallene Haus. Dort schläft sie im Garten ein und als sie aufwacht, kann sie wegen der mittlerweile eingetretenen Flut nicht zurück. Ein Mann nimmt sie mit seinem Ruderboot mit, und während sie davonfahren, brennen im Haus plötzlich alle Lichter. Kiyomasa und Setsu erzählen ihr, dass das Haus und ein nahes Silo seit langem ungenutzt sind. Gerüchten zufolge soll es dort spuken.
Bald träumt Anna von dem Haus, sieht im Fenster ein blondes Mädchen, dem von einer alten Frau sehr grob die Haare gekämmt werden. In den nächsten Tagen zieht es Anna immer wieder zur Villa, um diese zu zeichnen. Nachdem sie sich auf einem Tanabata-Festival mit einem anderen Mädchen gestritten hat, läuft sie davon und gelangt wieder zu der alten Villa. Sie hat Erinnerungen, wie man Pflegeeltern für sie gesucht hat, als sie noch viel jünger war – doch es wollte sich niemand um sie kümmern. Verzweifelt und in Tränen will sie davonlaufen, als sich eine Kerze auf einem einsamen Boot entzündet. Sie steigt ein und rudert in Richtung Villa, wobei das Boot wie in einer Strömung plötzlich auf diese zuschießt. Plötzlich kommt das blonde Mädchen aus ihrem Traum zum Steg und hilft ihr. Sie stellt sich als Marnie vor.
In der nächsten Zeit freunden sich Anna und Marnie an und treffen sich oft. Beide scheinen sofort eine enge liebevolle Bindung zueinander zu finden und halten ihre Treffen geheim. Anna taut in ihrer Gegenwart auf und hat zum ersten Mal wieder Spaß und lacht von Herzen. Gemeinsam erleben sie in der Villa viel miteinander, doch eines Tages ist Marnie und alles in der Villa verschwunden. Anna ist traurig und trifft in der Nähe des Hauses Hisako, eine alte Frau, die wie Anna zuvor das Haus zeichnet. Sie erzählt Anna, dass in die Villa wieder eine Familie einziehen wird. Als Anna zum Haus rennt, trifft sie dort Sayaka, ein Mädchen in ihrem Alter, welche Anna als erstes für Marnie hält, da sie ein altes Tagebuch mit Marnies Namen darauf in ihrem Zimmer gefunden hat und glaubt, dass Anna es zurückholen will. Anna schlägt es auf und ist überrascht, denn im Buch steht alles beschrieben, was sie zuvor gemeinsam mit Marnie erlebt hat, die folgenden Seiten sind jedoch herausgerissen. Sayaka und Anna wollen herausfinden, was es damit auf sich hat, und freunden sich an.
Bald taucht Marnie wieder auf. Nach einem gemeinsam Spaziergang erzählt Anna ihr, dass sie glaubt, dass ihre Pflegemutter Yoriko sich nur um sie kümmert, weil sie dafür monatlich Geld überwiesen bekommt, was sie beim heimlichen Stöbern in den Unterlagen ihrer Pflegemutter herausgefunden hatte. Dies war auch der Zeitpunkt, seitdem Annas Selbstwertgefühl sich aufgelöst hatte und sie sich selbst nicht mehr für wertvoll und gut genug befand, um Freunde zu finden und ihre Pflegefamilie als wahre Familie zu akzeptieren. Marnie nimmt sie in die Arme und tröstet Anna mit der Zuversicht, dass Yoriko sie bestimmt liebt und sich nicht nur wegen des Geldes um sie kümmert. Danach öffnet sich auch Marnie ihr und erzählt, dass sie von ihrer Familie oft allein gelassen wurde – mit ihrem Kindermädchen und zwei Zofen, die sie sehr schlecht behandelten. Einmal wurde sie als kleines Kind während eines Sturmes von den beiden gehässigen Zofen beinahe in das verfallene Silo gesperrt, und nur das heftige Gewitter hatte sie gestoppt. Seitdem fürchtet sich Marnie sehr vor dem Gebäude. Um ihre Angst zu besiegen, gehen Anna und Marnie gemeinsam zum Silo. Als Anna unterwegs in der Nähe des Silos von Sayaka gerufen wird, da diese die verschwundenen Seiten gefunden hat und ihr zeigen möchte, wendet sie sich kurz ab und Marnie verschwindet. Oben im Silo findet sie Marnie völlig verängstigt auf dem Boden kauernd. Marnie klammert sich an Anna und ruft nach „Kazuhiko“, einem Freund von ihr, den Anna bereits einmal in der Villa gesehen hatte. Marnie ist zu sehr verängstigt, um das Silo zu verlassen und so schlafen sie umklammert im Gewitter ein. Anna träumt davon, wie Kazuhiko in das Silo kommt und die verängstigte Marnie rettet. Als sie aufwacht, ist sie allein im Silo und verlässt dieses weinend vor Wut, da Marnie sie verlassen hat. Sayaka, welche mittlerweile die gefundenen Seiten gelesen hat, geht mit ihrem Bruder im Sturm los, um Anna zu suchen. Sie finden sie im Regen auf dem Boden liegend und bringen sie nach Hause, da sie hohes Fieber hat.
Als es Anna wieder besser geht, zeigt Sayaka ihr die fehlenden Seiten und ein Bild der Villa, welches hinten von der alten freundlichen Malerin Hisako signiert ist. Gemeinsam besuchen sie Hisako, die ihnen verrät, dass sie eine alte Kindheitsfreundin von Marnie war. Sie erzählt ihnen, dass Marnie es in der Kindheit sehr schwer gehabt hat, später aber Kazuhiko heiratete und sie eine Tochter hatten. Doch Kazuhiko starb bald darauf und da Marnie vor Trauer krank wurde, schickten sie ihre Tochter in ein Internat. Kurz nachdem Marnies Tochter selbst ein Kind bekommen hatte, starben sie und der Vater bei einem Autounfall. Marnie zog daraufhin das Kind der beiden die ersten Jahre groß, bis sie selbst verstarb.
Als Yoriko zu Besuch kommt, um Anna abzuholen, freut sie sich sehr, dass es ihr viel besser geht und sie endlich Freunde gefunden hat. Durch ein altes Foto der Villa, welches Yoriko mitgebracht hat, erfährt Anna, dass sie Marnies Enkeltochter ist und in einem Flashback sehen wir Marnie neben der kleinen Anna am Bett sitzen, wo sie ihr die Geschichten und Abenteuer, die sie mit Kazuhiko erlebt hat, erzählte. Dies erklärt, warum Anna in ihren Träumen und Vorstellungen genau diese Situationen mit Marnie erlebt hatte. Durch die Wärme und Zuversicht, die Marnie ihr in diesen Tagträumen gegeben hat, hat Anna gelernt, wieder Freunde zu finden und akzeptiert Yoriko als ihre Mutter, da sie diese, als sie beim Abschied auf Hisako treffen, als ihre 'Mutter' vorstellt. Sie verspricht allen, bald wieder zu Besuch zu kommen, und fährt mit ihrer Mutter lächelnd der Heimat entgegen.

## Produktion und Veröffentlichung
Der Film wurde unter der Regie von Hiromasa Yonebayashi und nach einem Drehbuch von ihm und Keiko Niwa und Masashi Ando produziert. Als künstlerischer Leiter und Animationsregie war Masashi Ando beschäftigt. Verantwortliche Produzenten waren Toshio Suzuki und Yoshiaki Nishimura. Die Musik komponierte Takatsugu Muramatsu. Der Abspann wurde mit dem Lied Fine On The Outside von Priscilla Ahn unterlegt.
Die Premiere des Animes war am 19. Juli 2014. In der Eröffnungswoche setzte der Film 379 Millionen Yen um und war auf Platz 3 der erfolgreichsten Filme. Nach acht Wochen lag das Einspielergebnis bei 3,63 Milliarden Yen. Madman Entertainment lizenzierte den Anime für Australien und Neuseeland.
Die DVD- und Blu-ray-Edition erschien in Japan am 18. März 2015.
Der deutsche Kinostart war am 12. November 2015.
Auf DVD und Blu-ray erschien der Film in Deutschland am 11. März 2016.

## Synchronisation
Die deutschsprachigen Synchronarbeiten fanden bei der Scalamedia GmbH in München statt. Madeleine Stolze, die auch die Rolle der Yoriko übernahm, schrieb das Dialogbuch und führte die Dialogregie.
| Rolle         | Japanische Synchronsprecher (Seiyū) | Deutsche Synchronsprecher |
| ------------- | ----------------------------------- | ------------------------- |
| Anna Sasaki   | Sara Takatsuki                      | Laura Jenni               |
| Marnie        | Kasumi Arimura                      | Lara Wurmer               |
| Hisako        | Hitomi Kuroki                       | Claudia Lössl             |
| Nanny         | Kazuko Yoshiyuki                    | Angelika Bender           |
| Yoriko        | Nanako Matsushima                   | Madeleine Stolze          |
| Kiyomasa Ōiwa | Susumu Terajima                     | Andreas Borcherding       |
| Setsu Ōiwa    | Toshie Negishi                      | Bettina Redlich           |
| Sayaka        | Hana Sugisaki                       | Paulina Rümmelein         |

## Kritiken
In der Frankfurter Rundschau schrieb Daniel Kothenschulte, die „großartige Produktion“ sei in Japan erfolgreich gewesen, „aber möglicherweise nicht erfolgreich genug“ – die Produktionsstätte des Studios Ghibli sei wohl bald nur noch ein Museum. Nicht nur „in seiner vollendeten Ästhetik“ sei der Film „ein Geschenk aus der Vergangenheit“, das an „Hollywoods metaphysische Melodramen der dreißiger und vierziger Jahre“ erinnere.
Das Lexikon des internationalen Films schreibt: „Der virtuos komponierte Animationsfilm verschränkt Vergangenheit und Gegenwart sowie Reales und Märchenhaftes zu einem fordernden Drama, das in Gestalt einer behutsamen Geistergeschichte die anrührende Tragödie eines Mädchens auf der Suche nach seiner Identität erzählt.“